# 로만 스클랴르
로만 바실리예비치 스클랴르(러시아어: Рома́н Васи́льевич Скляр, 1971년 5월 8일~)는 카자흐스탄의 정치인으로 현재 카자흐스탄 부총리(2022년~)를 맡고 있다. 산업인프라개발부 장관(2019년)을 역임했으며 2024년 2월 5일부터 6일까지 카자흐스탄 총리 권한대행을 맡았다.
소속 정당은 아마나트이다.